# Суперкубок Европы по софтболу среди мужчин
Суперкубок Европы (англ. European Super Cup) — ежегодный софтбольный турнир с участием ведущих мужских европейских клубов. Проходит под эгидой Европейской федерации софтбола ежегодно с 1990 года. До 2011 назывался Кубок Европы. С 2012 носит нынешнее название. Аналогичное женское соревнование — Премьер-Кубок Европы.

## Общая информация
В 1990 году состоялся первый розыгрыш мужского Кубка Европы по софтболу, ставший первым международным соревнованием по этому виду спорта мужских команд Европы (клубных и сборных).
До 2011 страна, представитель которой являлся действующим обладателем Кубка, заявляла в розыгрыш две команды, остальные страны — по одной. В 2012 Кубок Европы и Кубок обладателей кубков Европы были объединены в единый турнир — Суперкубок Европы, в ходе которого разыгрываются сразу два клубных трофея — сам Суперкубок и Кубок ЕФС (Европейской федерации софтбола).
Турнир традиционно проходит в августе или сентябре в одном городе. Количество участвующих команд — от 18 до 23 (от страны — от одной до пяти). На первом групповом этапе команды делятся на группы (2-4). По три лучшие команды из групп выходят во второй этап и далее разыгрывают Суперкубок Европы. Остальные команды продолжают борьбу за Кубок ЕФС.

## Призёры
Чаще всего в розыгрыше Кубка побеждали команды Нидерландов — 11 раз. 7 побед на счету команд из Чехия. 6 раз побеждали команды из Дании, трижды — Италии, по одному разу — Великобритании и Бельгии. 6 победных трофеев у команды из Чехии «Хомутов Биверз», 4 — у «Алфианса» из Нидерландов. 
| Год               | Город               | Золото                        | Серебро                                      | Бронза                        |
| Кубок Европы      |                     |                               |                                              |                               |
| 1990              | Прага               | «Хилверсюм»                   | «Сокол» (Прага)                              | «Хёрсхольм»                   |
| 1991              | Хилверсюм           | «Антиллиан Старз» (Утрехт)    | «Сокол» (Прага)                              | «Хилверсюм»                   |
| 1992              | Хилверсюм           | «Антиллиан Старз» (Утрехт)    | «Хилверсюм»                                  | «Сокол» (Прага)               |
| 1993              | Тамен               | «Антиллиан Старз» (Утрехт)    | «ТИВ Сёрвайворс» (Димен)                     | «Лондон Ребелз» (Лондон)      |
| 1994              | Ла-Форс             | «Алфианс» (Алфен-ан-ден-Рейн) | «Антиллиан Старз» (Утрехт)                   | «Таруп Джайнтс» (Оденсе)      |
| 1995              | Алфен-ан-ден-Рейн   | «Алфианс» (Алфен-ан-ден-Рейн) | «Оденсе Джайнтс» (Оденсе)                    | «Либертас Янкис» (Форли)      |
| 1996              | Хомутов             | «Метеорс» (Лондон)            | «Оденсе Джайнтс» (Оденсе)                    | «Алфианс» (Алфен-ан-ден-Рейн) |
| 1997              | Эйтхорн             | «Алфианс» (Алфен-ан-ден-Рейн) | «Баллеруп Вандалз» (Баллеруп)                | «Метеорс» (Лондон)            |
| 1998              | Форли               | «Алфианс» (Алфен-ан-ден-Рейн) | «Чехия» (Прага)                              | «Домстад Доджерс» (Утрехт)    |
| 1999              | Схидам              | «Хомутов Биверс» (Хомутов)    | «Метеорс» (Лондон)                           | «Алфианс» (Алфен-ан-ден-Рейн) |
| 2000              | Прага               | «Сокол» (Прага)               | «Хомутов Биверс» (Хомутов)                   | «Либертас Янкис» (Форли)      |
| 2001              | Эйтхорн             | «Хомутов Биверс» (Хомутов)    | «Тамен Рэджерс» (Тамен)                      | «Санта-Исабель» (Сарагоса)    |
| 2002              | Хомутов             | «Сторкс» (Гаага)              | «Хомутов Биверс» (Хомутов)                   | «ФЕЛ Прага» (Прага)           |
| 2003              | Сала-Баганца        | «Баллеруп Вандалз» (Баллеруп) | «Хомутов Биверс» (Хомутов)                   | «Тамен Рэджерс» (Тамен)       |
| 2004              | Харлем              | «Аллерёд Пенгуинс» (Аллерёд)  | «Хомутов Биверс» (Хомутов)                   | «Харлем»                      |
| 2005              | Стабрук             | «Хомутов Биверс» (Хомутов)    | «Сторкс» (Гаага)                             | «Санта-Исабель» (Сарагоса)    |
| 2006              | Прага               | «Сторкс» (Гаага)              | «Стенлёсе Буллз» (Стенлёсе)                  | «Хомутов Биверс» (Хомутов)    |
| 2007              | Прага               | «Стенлёсе Буллз» (Стенлёсе)   | «Сторкс» (Гаага)                             | «Работин» (Прага)             |
| 2008              | Антверпен           | «Хомутов Биверс» (Хомутов)    | «Стенлёсе Буллз» (Стенлёсе)                  | «Сарагоса»                    |
| 2009              | Баньярия-Арса       | «Хомутов Биверс» (Хомутов)    | «Магос-де-Тенерифе» (Санта-Крус-де-Тенерифе) | «Харлем»                      |
| 2010              | Ронки-деи-Леджонари | «Хомутов Биверс» (Хомутов)    | «Спайкс» (Спейкениссе)                       | «Баллеруп Вандалз» (Баллеруп) |
| 2011              | Хёрсхольм           | «Харрикейнс» (Хёрсхольм)      | «Магос-де-Тенерифе» (Санта-Крус-де-Тенерифе) | «Спектрум» (Прага)            |
| Суперкубок Европы |                     |                               |                                              |                               |
| 2012              | Прага               | «Харрикейнс» (Хёрсхольм)      | «Лупи-Рома» (Рим)                            | «Спайкс» (Спейкениссе)        |
| 2013              | Кастьонс-ди-Страда  | «Лупи-Рома» (Рим)             | «Харрикейнс» (Хёрсхольм)                     | «Спектрум» (Прага)            |
| 2014              | Амстелвен           | ДВХ (Амстелвен)               | «Харрикейнс» (Хёрсхольм)                     | «Стенлёсе Буллз» (Стенлёсе)   |
| 2015              | Прага               | «Про-Рома» (Рим)              | «Брасхат Брэвелз» (Брасхат)                  | «Харрикейнс» (Хёрсхольм)      |
| 2016              | Аццано-Дечимо       | «Про-Рома» (Рим)              | «Брасхат Брэвелз» (Брасхат)                  | «Спектрум» (Прага)            |
| 2017              | Амерсфорт           | «Брасхат Брэвелз» (Брасхат)   | «Гиппос» (Гавличкув-Брод)                    | «Спектрум» (Прага)            |
| 2018              | Прага               | «Амагер Викингс» (Копенгаген) | «Стенлёсе Буллз» (Стенлёсе)                  | «Брасхат Брэвелз» (Брасхат)   |
| 2019              | Неттуно             |                               |                                              |                               |